# Saint-Georges-sur-Erve
Saint-Georges-sur-Erve is een gemeente in het Franse departement Mayenne (regio Pays de la Loire) en telt 342 inwoners (1999). De plaats maakt deel uit van het arrondissement Laval.

## Geografie
De oppervlakte van Saint-Georges-sur-Erve bedraagt 20,0 km², de bevolkingsdichtheid is 17,1 inwoners per km².

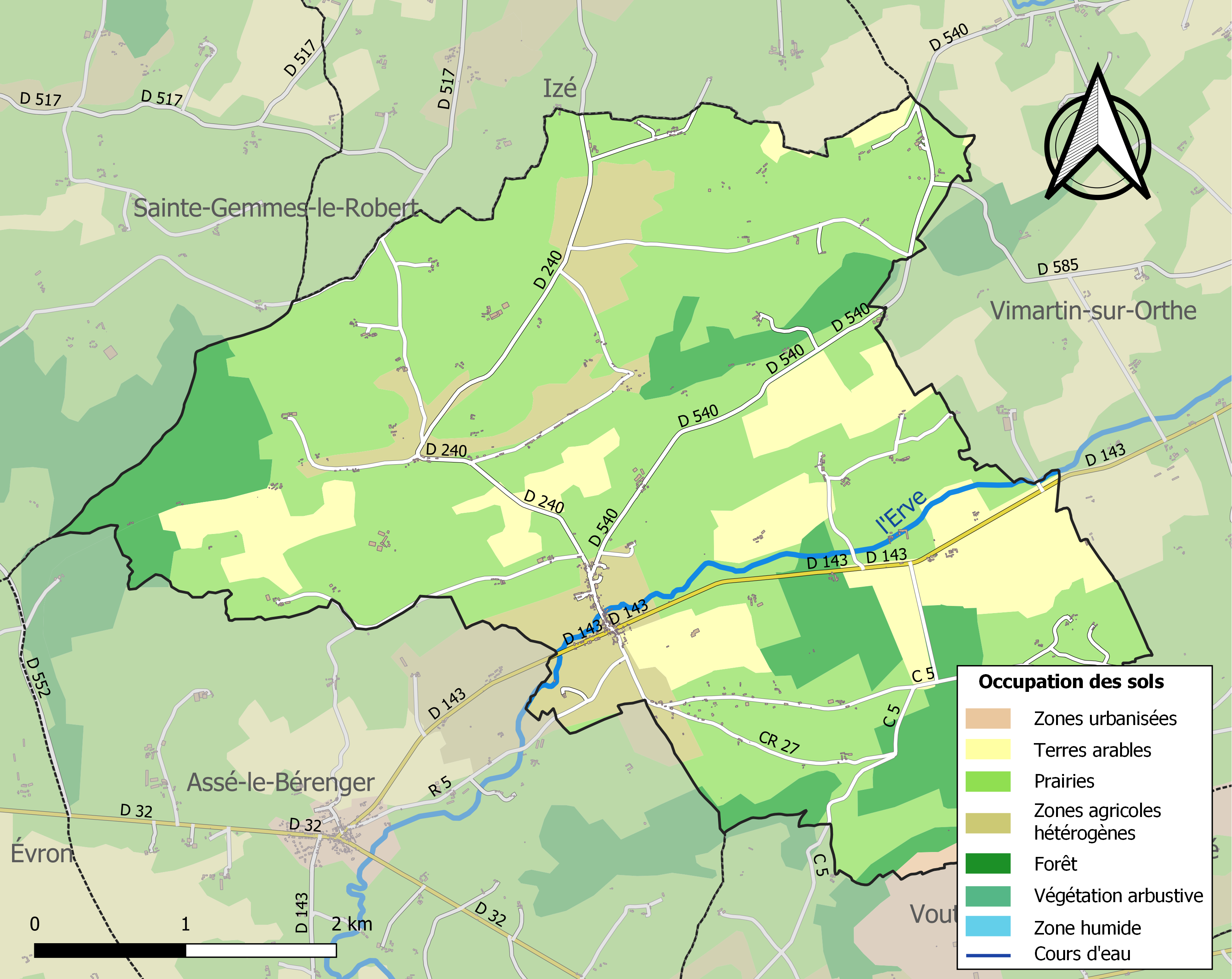
Kaart van de gemeente met de belangrijkste infrastructuur, bodemgebruik en omliggende gemeenten

## Demografie
Onderstaande figuur toont het verloop van het inwonertal (bron: INSEE-tellingen).

1. ↑  Populations de référence 2022.